# Antigua och Barbudas Billie Jean King Cup-lag
Antigua och Barbudas Billie Jean King Cup-lag representerar Antigua och Barbuda i tennisturneringen Billie Jean King Cup, och kontrolleras av Antigua och Barbudas tennisförbund. 

## Historik
Antigua och Barbuda deltog första gången 1997. Första vinstmatchen kom mot Barbados 2001.